# Balls to Picasso
Albums de Bruce Dickinson
Tattooed Millionaire
(1990) Skunkworks
(1996)
Balls to Picasso est le deuxième album de Bruce Dickinson.

## Contexte
Fin 1993, et après plus de douze ans passés comme frontman d’Iron Maiden, Bruce annonce son départ du groupe qui à ce moment-là est en pleine tournée mondiale afin de promouvoir leur nouvel album : Fear of the Dark. L'évolution de ses relations avec Steve Harris et l’orientation musicale de la vierge de fer ne lui conviennent plus.
Pour ce deuxième album, il s’entoure d’amis musiciens et confie guitares et production à un inconnu : Roy Z, le guitariste de Tribes of the Gypsies, qui coécrira la majorité des titres avec Bruce.
Selon les fans, cela aura pour résultat d'aboutir à un rendu pour le moins différent de son prédécesseur : Tattooed Millionaire. Ils considèrent que les guitares de l'album sont lourdes, sombres et plus tranchantes qu’à l’accoutumée et que la composition des titres se rapprochent du Metal, chose que Bruce critiquait au sein de la vierge de fer, à savoir la traditionnelle formule Basse/Guitare/Batterie.
Deux singles sont tirés de cet album, il s’agit de Shoot All the Clowns et Tears of the Dragon.

## Liste des morceaux
1. Cyclops (Dickinson/Roy Z) - 7.56"
2. Hell No (Dickinson/Roy Z) - 5.11"
3. Gods of War (Dickinson/Roy Z)- 5.01"
4. 1000 Points of Light (Dickinson/Roy Z) - 4.24"
5. Laughing in the Hiding Bush (B.Dickinson/Roy Z/A.Dickinson) - 4.20"
6. Change of Heart (Dickinson/Roy Z) - 4.57"
7. Shoot All the Clowns (Dickinson/Roy Z) - 4.23"
8. Fire (Dickinson/Roy Z/Casillas) - 4.27"
9. Sacred Cowboys (Dickinson/Roy Z) - 3.51"
10. Tears of the Dragon (Dickinson) - 6.20"

## Formation
- Bruce Dickinson : chant
- Eddie Casillas : basse
- Roy Z : guitare
- David Ingraham : batterie